# 3730 Hurban
A 3730 Hurban (ideiglenes jelöléssel 1983 XM1) a Naprendszer kisbolygóövében található aszteroida. Milan Antal fedezte fel 1983. december 4-én.